# Мачесні-Парк (Іллінойс)
Мачесні-Парк (англ. Machesney Park) — селище (англ. village) в США, в окрузі Віннебаґо штату Іллінойс. Населення — 22 950 осіб (2020).

## Географія
Мачесні-Парк розташоване за координатами 42°22′4″ пн. ш. 89°1′28″ зх. д. / 42.36778° пн. ш. 89.02444° зх. д. (42.367658, -89.024544).  За даними Бюро перепису населення США в 2010 році селище мало площу 33,68 км², з яких 32,84 км² — суходіл та 0,84 км² — водойми.

## Демографія
Згідно з переписом 2010 року, у селищі мешкало 23 499 осіб у 8893 домогосподарствах у складі 6510 родин. Густота населення становила 698 осіб/км².  Було 9351 помешкання (278/км²).
Расовий склад населення:
| - 91,5 % — білих - 2,8 % — чорних або афроамериканців - 1,6 % — азіатів - 0,2 % — корінних американців - 1,6 % — осіб інших рас |

До двох чи більше рас належало 2,2 %. Частка іспаномовних становила 5,0 % від усіх жителів.
За віковим діапазоном населення розподілялося таким чином: 24,3 % — особи молодші 18 років, 63,3 % — особи у віці 18—64 років, 12,4 % — особи у віці 65 років та старші. Медіана віку мешканця становила 38,6 року. На 100 осіб жіночої статі у селищі припадало 100,1 чоловіків;  на 100 жінок у віці від 18 років та старших — 98,5 чоловіків також старших 18 років.
Середній дохід на одне домашнє господарство  становив 63 401 долар США (медіана — 54 655), а середній дохід на одну сім'ю — 69 064 долари (медіана — 60 823). Медіана доходів становила 50 707 доларів для чоловіків та 34 417 доларів для жінок. За межею бідності перебувало 8,5 % осіб, у тому числі 13,3 % дітей у віці до 18 років та 3,0 % осіб у віці 65 років та старших.
Цивільне працевлаштоване населення становило 11 393 особи. Основні галузі зайнятості: освіта, охорона здоров'я та соціальна допомога — 22,5 %, виробництво — 20,9 %, роздрібна торгівля — 14,2 %.